# Palau del Baró de Vilagaià
El Palau del Baró de Vilagaià és un conjunt arquitectònic situat als carrers Comtal i d'Espolsa-sacs de Barcelona, catalogat com a bé cultural d'interès local. Està format per dos edificis de diferents èpoques i estils, tot i que la fitxa del Catàleg de Patrimoni inclou també la volta d'Espolsa-sacs i la casa del núm. 18.

## Història
El 1776, Francesc Oliva i Matxín vengué al botiguer de draps Bartomeu Amat una casa amb hort o «eixida» que havia estat propietat de Miquel Onofre Montfar i Pobla, fill de Dídac Montfar-Sorts i Cellers i arxiver de l'Hospital de la Santa Creu. Poc després, Amat en va fer agnició de bona fe al comerciant ennoblit Francesc de Clota i de Teixidor, que l'any següent, adquirí al teixidor de lli Marià Roig una altra propietat al carrer d'en Salabert (abans dels Frares dels Sacs i avui Espolsa-sacs), i el 1778 va demanar permís per a posar balcons, guarda-rodes i fer claveguerons a les cases que estava reedificant. El seu fill Francesc de Paula de Clota i de Mir, del segon matrimoni amb Serafina de Mir i de Còdol, hi vivia amb la seva família. La seva filla Francesca de Clota i d'Anglí, del primer matrimoni amb Manuela d'Anglí i Mas, es va casar amb Fèlix March de Jalpí-Tragó i de Berenguer, senyor de la Torre Gallina a Vidreres. L'hereu fou Francesc Maria de Jalpí i de Clota (1758-1821), casat amb Clara de Maranyosa i de Rosselló. El 1803, l'hereva del matrimoni, Maria Antònia de Jalpí i de Maranyosa es va casar amb el gironí Francesc Salvador de Delàs i de Taurinyà (1778-1864), II baró de Vilagaià.
La casa que donava a la volta d'Espolsa-sacs pertanyia a Domènec Capdevila de Montaner i Llonguet, natural de Puigcerdà, vila de la que fou alcalde major abans d'ésser-ho de Camprodon i Vilafranca del Penedès. El 1785, el seu fill Francesc Capdevila de Montaner i de Solà la va establir en emfiteusi al notari Jaume Morelló, i l'any següent, aquest en va fer agnició de bona fe al comerciant Magí Marí, que el 1787 va demanar permís per a reedificar-la. Posteriorment, es va establir a Carabanchel de Abajo (Madrid), on va adquirir una fàbrica de sabó i terres, i a la seva mort el 1823, fou succeït per la seva filla Rita, casada amb Manuel de las Fuentes. A causa de l'impagament dels censos, la propietat fou embargada i subhastada, essent finalment adjudicada a Ramon de Mercader i de Novell (1789-1840), hereu d'un dels senyors emfitèutics. El 1840, poc abans de morir, la va establir en emfiteusi a Francesc Salvador de Delàs, que en compliment del contracte la va fer reedificar (la tarja de l'escala de veïns té la data 1842).
La propietat fou heretada pel seu fill Francesc de Paula de Delàs i de Jalpí (1806-1890), III baró de Vilagaià, succeït pel seu fill Marià de Delàs i de Foxà (1837-1912), IV baró de Vilagaià, i aquest pel seu fill Manuel de Delàs i Gayolà (1870-1950), V baró de Vilagaià.

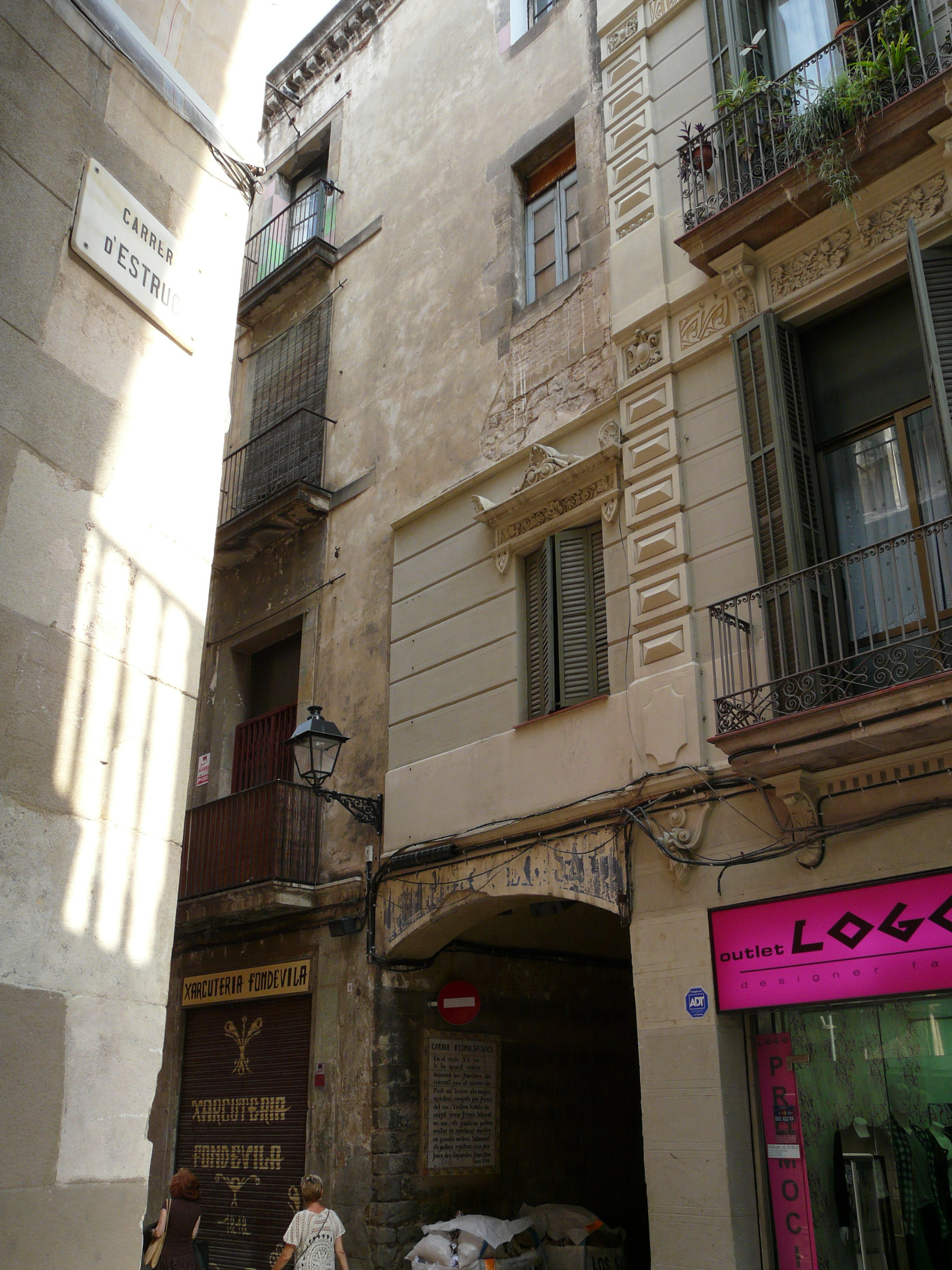
Vista del núm. 18 bis i la volta d'Espolsa-sacs

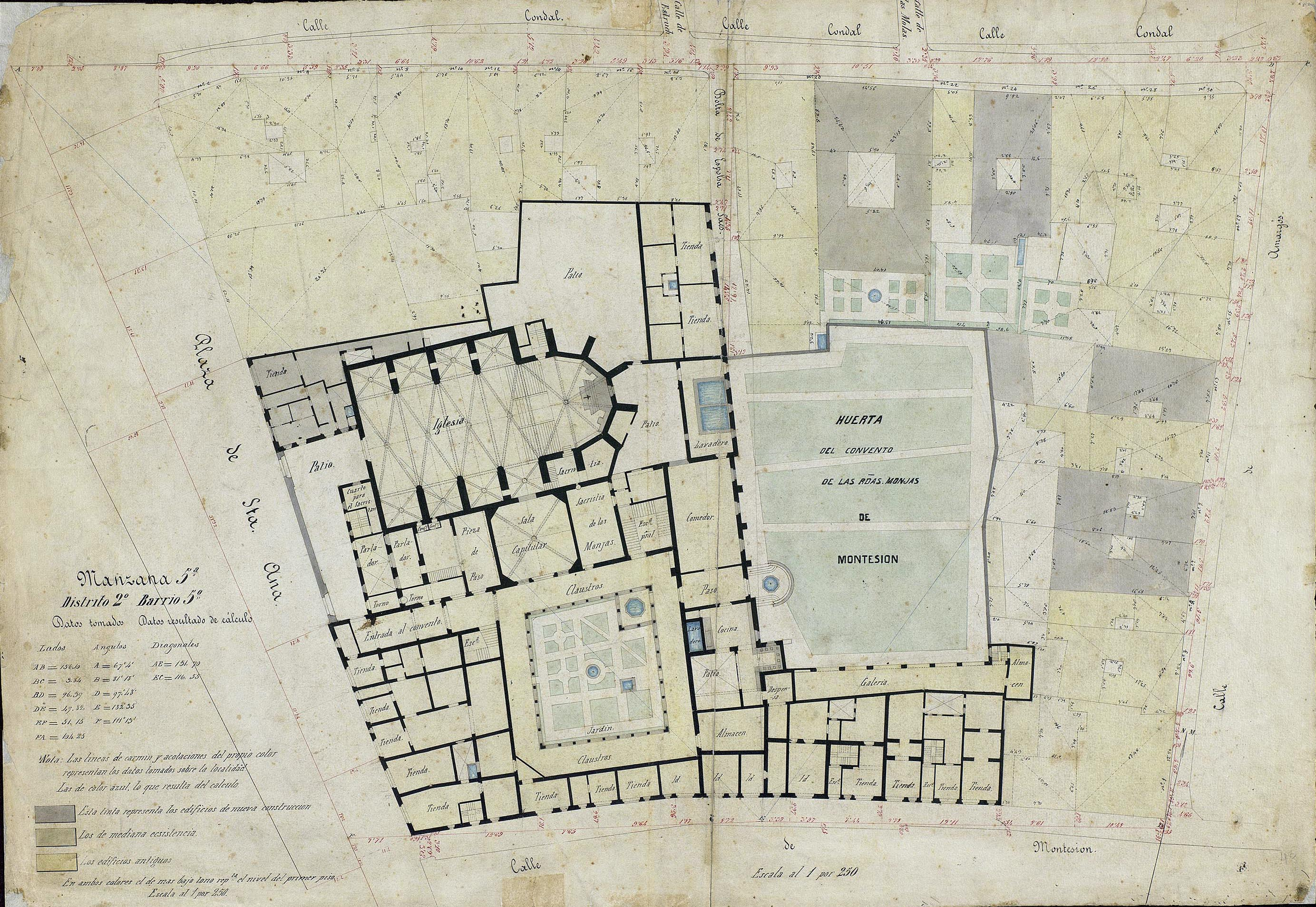
Quarteró núm. 48 de Garriga i Roca (c. 1860)

## Descripció
L'edifici número 20 consta de planta baixa, tres pisos i terrat. Als baixos s'obren quatre portes, tres grans i una petita, totes elles d'arc escarser. En el primer pis s'obren tres obertures d'arc rebaixat que donen a petits balcons individuals de ferro forjat i amb la llosa motllurada. Els dos pisos superiors són iguals que el primer, però s'hi afegeix una petita finestra d'arc rebaixat. Corona la façana un ràfec de ceràmica.
La porta principal se situa al centre de la façana i està decorada amb una motllura llisa. Dona accés a un vestíbul de sostre pla, que té com a element decoratiu dues pilastres que aguanten un arc carpanell cap al centre. El pati central, originalment descobert i amb un pou en un dels extrems, està actualment cobert a nivell del primer pis, i compartimentat per a ubicar un restaurant i un magatzem, i les obertures són d'arc carpanell. Segons els «Quarterons» de Garriga i Roca, a la part posterior de la parcel·la hi havia un jardí amb una font central.
La casa número 18 bis consta de planta baixa, tres pisos i terrat. Les obertures segueixen tres eixos longitudinals i les laterals són més amples que les centrals. Les de la planta baixa estan motllurades i es corresponen les laterals a comerços i la central al portal. Als pisos superiors, les obertures centrals són finestres i les laterals balcons amb la barana de ferro. El parament és de carreus de pedra a la planta baixa i arrebossat i pintat a la resta, excepte l'emmarcament de les obertures. El coronament té una cornisa sobre un fris de dentellons, que s'estén al cos sobre el pas cobert del carrer d'Espolsa-sacs. Aquest té una finestra amb llinda per planta, parament arrebossat i pintat excepte l'emmarcament de les obertures, que és de pedra.